# Група зграда које чине недељиву целину на Тргу Ослобођења (Тргу краља Милана) у Нишу
Група зграда које чине недељиву целину на Тргу Ослобођења (Тргу краља Милана) јесте група објеката који се налазе у Нишу. Представљају непокретно културно добро као споменик културе Србије.

## Опште информације
Група зграда које чине недељиву архитектонско-просторну целину на Тргу краља Милана у Нишу (потез од угла са улицом Милојка Лешјанина до Кеја српских сестара) представља сачувану староградску урбану целину на његовој западној страни. Са свим својим карактеристикама блоковског концепта и еклектичких архитектонских објеката из последњих година 19. и првих деценија 20. века.
Уписане су у регистар Завода за заштиту споменика културе Ниш 1983. године.